# Morganella cueroensis
Morganella cueroensis är en insektsart som först beskrevs av Cockerell 1899.  Morganella cueroensis ingår i släktet Morganella och familjen pansarsköldlöss. Inga underarter finns listade i Catalogue of Life.